# Kobbie Mainoo
Kobbie Mainoo (* 19. April 2005 in Stockport) ist ein englischer Fußballspieler.

## Karriere

### Verein
Mainoo begann seine Laufbahn beim Cheadle and Gatley JFC, ehe er im Alter von neun Jahren der Jugendakademie von Manchester United beitrat. Im Mai 2022 unterschrieb der Mittelfeldspieler seinen ersten Profivertrag bei United. Nachdem er bereits im EFL Cup und im FA Cup für die erste Mannschaft der Red Devils zum Einsatz gekommen war, gab er am 19. Februar 2023 beim 3:0-Sieg gegen Leicester City schließlich sein Premier-League-Debüt, als er in der 80. Minute für Marcel Sabitzer eingewechselt wurde. Dies blieb seine einzige Ligapartie in der Saison 2022/23. Zu Beginn der anschließenden Saison 2023/24 fiel Mainoo zunächst bis Oktober 2023 verletzt aus, ehe ihm nach seiner Rückkehr der Durchbruch gelang und er sich als Stammspieler im defensiven Mittelfeld durchsetzen konnte. Mit der Mannschaft gewann er 2024 den FA-Cup, wobei ihm beim 2:1-Sieg im Finale gegen Stadtrivale Manchester City ein Tor gelang.

### Nationalmannschaft
Mainoo spielte zwischen Oktober 2021 und März 2022 fünfmal für die englische U-17-Auswahl und schoss dabei ein Tor. Im September 2022 kam er zweimal in der U-18-Nationalmannschaft zum Einsatz. Im März 2023 debütierte er dann für die U-19. Er ist auch für Ghana spielberechtigt.
Im März 2024 berief ihn Nationaltrainer Gareth Southgate erstmals in die englische A-Nationalmannschaft, in der er daraufhin beim anschließenden Freundschaftsspiel gegen Brasilien debütierte.

## Titel
- Englischer Pokalsieger: 2024